# Szachar Pe’er
Szachar Pe’er (ur. 1 maja 1987 w Jerozolimie) – izraelska tenisistka.

## Kariera
Od 2004 roku zawodniczka o statusie profesjonalnym. Operuje oburęcznym backhandem, gra prawą ręką. Klasyfikowana w drugiej dziesiątce rankingu (najwyżej 31 stycznia 2011 na pozycji nr 11). Od French Open 2005 startuje w wielkoszlemowych turniejach tenisowych, w swoim debiucie oraz w US Open 2005 dotarła do trzeciej rundy.
W 2006 roku, w Pattai, odniosła pierwsze zawodowe zwycięstwo w karierze. W maju 2006 wygrała również turnieje w Pradze i w Stambule. Kilkukrotna triumfatorka turniejów ITF. Reprezentowała kraj w Pucharze Federacji. W 2004 roku wygrała Australian Open juniorów.
W 2007 osiągnęła ćwierćfinał w US Open, eliminując w czwartej rundzie Agnieszkę Radwańską. Przegrała mecz o wejście do półfinału z Anną Czakwetadze 4:6, 1:6.
W 2008 dotarła do finału gry podwójnej wielkoszlemowego Australian Open w parze z Wiktoryją Azaranką.
Pe’er padła ofiarą dyskryminacji podczas turnieju Barclays Dubai Tennis Championships, w lutym 2009 roku. Nie otrzymała wizy, ponieważ kraje arabskie nie utrzymują stosunków dyplomatycznych z Izraelem, przez co nie mogła zagrać w turnieju. W następnym roku organizatorzy turnieju (czyli także ich rząd) ustąpili pod wpływem protestów ze strony czołowych tenisistów (Venus Williams i Andy Roddick), Tennis Channel, The Wall Street Journal, Międzynarodowej Federacji Tenisowej i samej tenisistki, dzięki czemu Pe’er została dopuszczona do turnieju w roku 2011. Jednocześnie w większym stopniu dbano o jej bezpieczeństwo osobiste.
28 lutego 2017 zakończyła karierę sportową.

## Finały turniejów WTA
| Legenda                     | Legenda |
| --------------------------- | ------- |
| Wielki Szlem                |         |
| Igrzyska olimpijskie        |         |
| WTA Tour Championships      |         |
| 1988 – 2008                 |         |
| Kategoria I                 |         |
| Kategoria II                |         |
| Kategoria III               |         |
| Kategoria IV                |         |
| Kategoria V                 |         |
| 2009 – 2020                 |         |
| WTA Premier Mandatory       |         |
| WTA Premier 5               |         |
| WTA Premier                 |         |
| WTA International Series    |         |
| WTA 125K series (2012–2020) |         |

### Gra pojedyncza 10 (6-4)
| Końcowy wynik | Nr | Data             | Turniej    | Nawierzchnia  | Przeciwniczka      | Wynik finału     |
| ------------- | -- | ---------------- | ---------- | ------------- | ------------------ | ---------------- |
| Zwyciężczyni  | 1. | 6 lutego 2006    | Pattaya    | Twarda        | Jelena Kostanić    | 6:3, 6:1         |
| Zwyciężczyni  | 2. | 8 maja 2006      | Praga      | Ceglana       | Samantha Stosur    | 4:6, 6:2, 6:1    |
| Zwyciężczyni  | 3. | 22 maja 2006     | Stambuł    | Twarda        | Anastasija Myskina | 1:6, 6:3, 7:6(3) |
| Finalistka    | 1. | 24 lutego 2007   | Memphis    | Twarda (hala) | Venus Williams     | 1:6, 1:6         |
| Zwyciężczyni  | 4. | 20 września 2009 | Kanton     | Twarda        | Alberta Brianti    | 6:3, 6:4         |
| Zwyciężczyni  | 5. | 27 września 2009 | Taszkent   | Twarda        | Akgul Amanmuradova | 6:3, 6:4         |
| Finalistka    | 2. | 16 stycznia 2010 | Hobart     | Twarda        | Alona Bondarenko   | 2:6, 4:6         |
| Finalistka    | 3. | 31 lipca 2011    | Waszyngton | Twarda        | Nadieżda Pietrowa  | 5:7, 2:6         |
| Finalistka    | 4. | 28 lipca 2013    | Baku       | Twarda        | Elina Switolina    | 4:6, 4:6         |
| Zwyciężczyni  | 6. | 11 sierpnia 2013 | Suzhou     | Twarda        | Zheng Saisai       | 6:2, 2:6, 6:3    |

### Gra podwójna 10 (3-7)
| Końcowy wynik | Nr | Data                | Turniej         | Nawierzchnia  | Partnerka           | Przeciwniczki                             | Wynik finału   |
| ------------- | -- | ------------------- | --------------- | ------------- | ------------------- | ----------------------------------------- | -------------- |
| Zwyciężczyni  | 1. | 8 maja 2006         | Praga           | Ceglana       | Marion Bartoli      | Ashley Harkleroad Bethanie Mattek         | 6:4, 6:4       |
| Zwyciężczyni  | 2. | 25 lipca 2006       | Stanford        | Twarda        | Anna-Lena Grönefeld | Maria Elena Camerin Gisela Dulko          | 6:1, 6:4       |
| Zwyciężczyni  | 3. | 23 lipca 2007       | Stanford        | Twarda        | Sania Mirza         | Wiktoryja Azaranka Anna Czakwetadze       | 6:4, 7:6(5)    |
| Finalistka    | 1. | 30 września 2007    | Luksemburg      | Twarda (hala) | Wiktoryja Azaranka  | Iveta Benešová Janette Husárová           | 4:6, 2:6       |
| Finalistka    | 2. | 25 stycznia 2008    | Australian Open | Twarda        | Wiktoryja Azaranka  | Alona Bondarenko Kateryna Bondarenko      | 6:2, 1:6, 4:6  |
| Finalistka    | 3. | 21 marca 2009       | Indian Wells    | Twarda        | Gisela Dulko        | Wiktoryja Azaranka Wiera Zwonariowa       | 4:6, 6:3, 5-10 |
| Finalistka    | 4. | 2 października 2010 | Tokio           | Twarda        | Peng Shuai          | Iveta Benešová Barbora Záhlavová-Strýcová | 4:6, 6:4, 8-10 |
| Finalistka    | 5. | 25 maja 2013        | Bruksela        | Ceglana       | Gabriela Dabrowski  | Anna-Lena Grönefeld Květa Peschke         | 0:6, 3:6       |
| Finalistka    | 6. | 24 maja 2014        | Norymberga      | Ceglana       | Raluca Olaru        | Michaëlla Krajicek Karolína Plíšková      | 0:6, 6:4, 6-10 |
| Finalistka    | 7. | 27 lipca 2014       | Baku            | Twarda        | Raluca Olaru        | Aleksandra Panowa Heather Watson          | 2:6, 6:7(3)    |

## Finały juniorskich turniejów wielkoszlemowych

### Gra pojedyncza (1)
| Końcowy wynik | Rok  | Turniej         | Nawierzchnia | Przeciwniczka    | Wynik finału |
| Zwyciężczyni  | 2004 | Australian Open | Twarda       | Nicole Vaidišová | 6:1, 6:4     |